# Jonas (película de 2015)
Jonas es una película dramática brasileña dirigida por Lô Politi y protagonizada por Jesuíta Barbosa, Laura Neiva y Criolo.

## Argumento o sinopsis
Durante el Carnaval de Sao Paulo, dos jóvenes de diferentes clases sociales: Jonas y Branca, que se conocieron de niños, se reencuentran de nuevo después de muchos años. Branca tiene por novio a un mafioso y la maltrata lo cual enfurece a Jonas quien termina asesinándolo y para poder escapar de la venganza de las mafias cariocas, decide secuestrar a Branca escondiéndola en un carro alegórico del carnaval en forma de una gigantesca ballena emulando la historia del Jonás bíblico.

## Reparto
- Jesuíta Barbosa como Jonas.
- Laura Neiva como Branca.
- Criolo como Dandão.